# Inondations en Australie

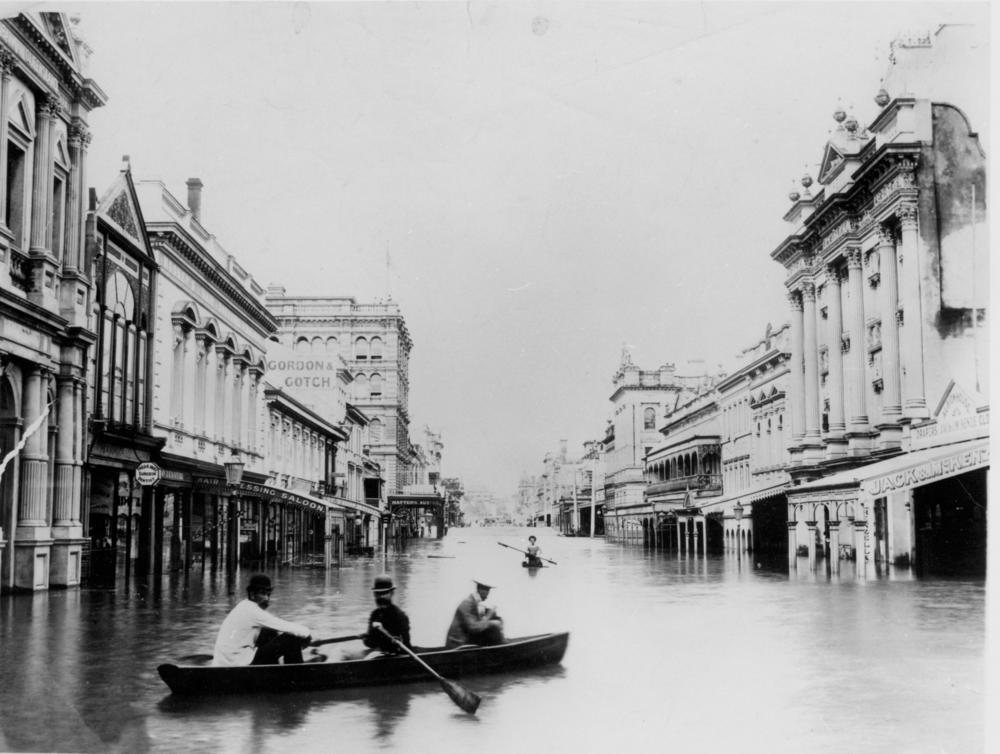
Inondations de 1893 à Brisbane

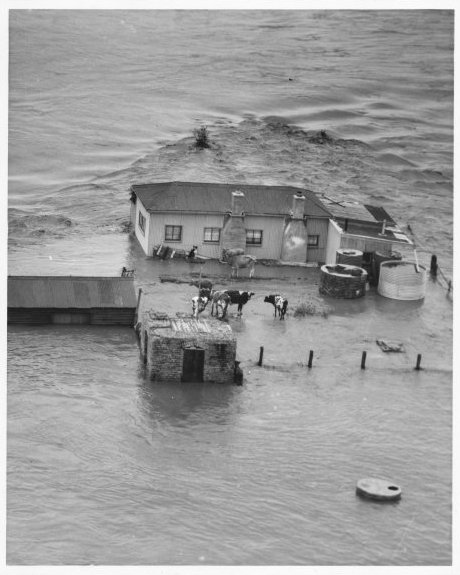
Inondation de 1955 à Maitland.

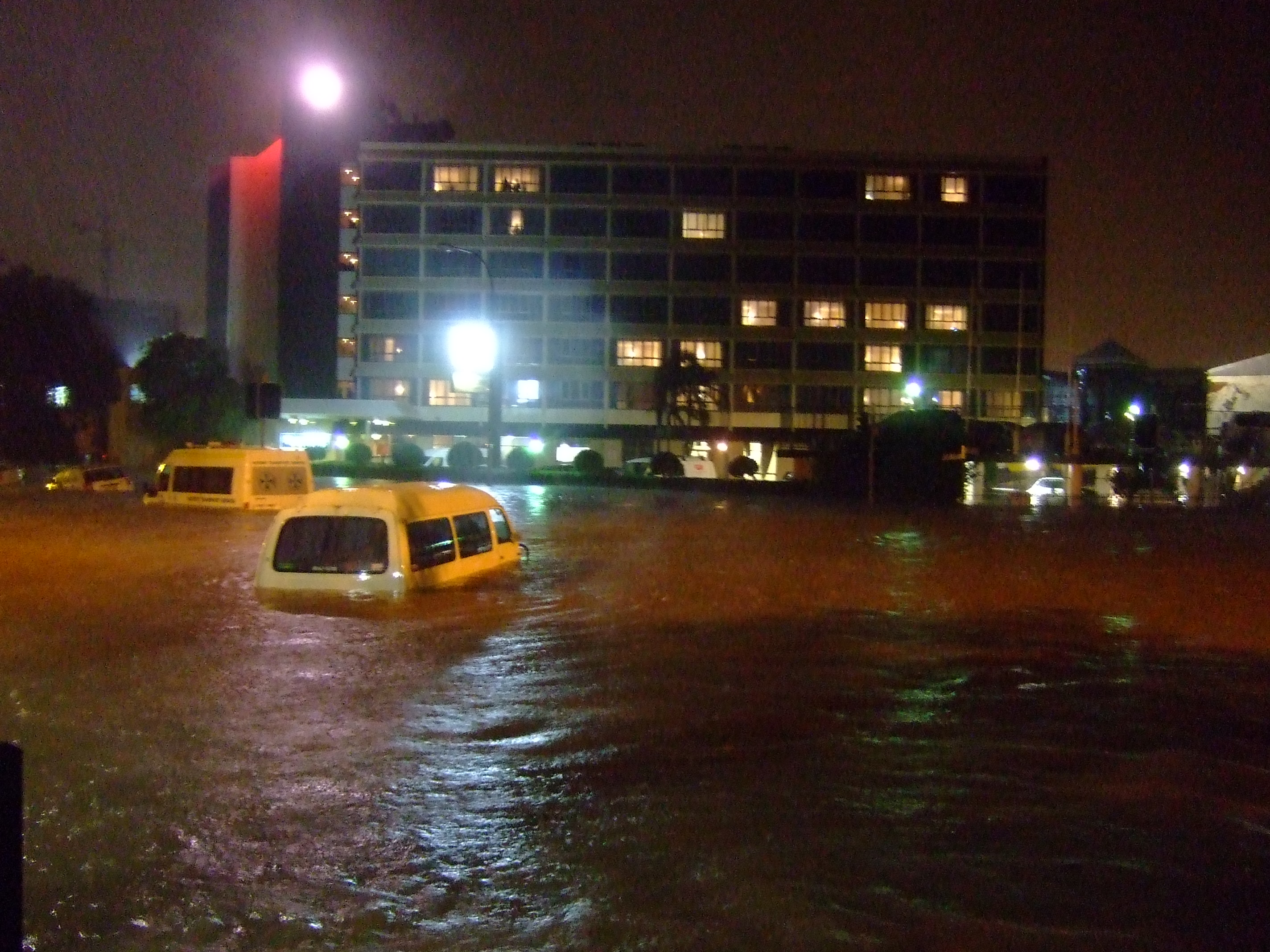
Inondation à Newcastle en 2007.

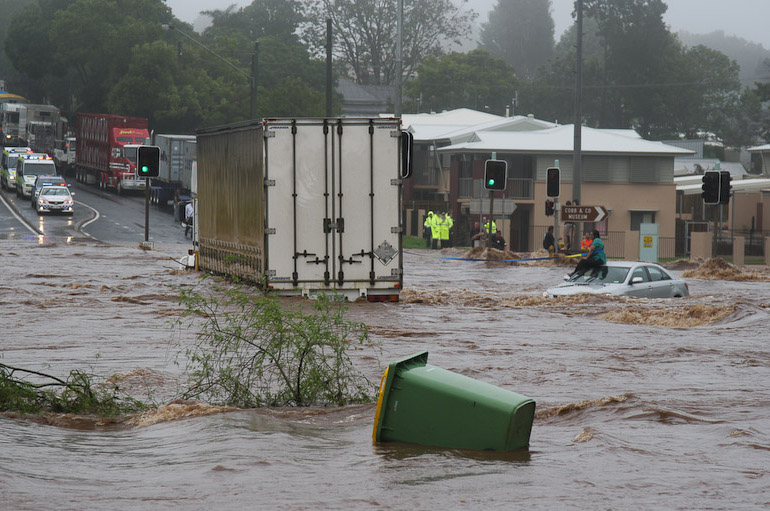
Inondations dans le Queensland en 2010-2011.

L’Australie a été plusieurs fois touchée par des inondations. Ici sont listées les plus notables.

## Principales inondations
| Date                         | Localisation                                | États                                                                                    | Victimes            |
| ---------------------------- | ------------------------------------------- | ---------------------------------------------------------------------------------------- | ------------------- |
| 1806                         | Maitland                                    | Nouvelle-Galles du Sud                                                                   |                     |
| 1820                         | Maitland                                    | Nouvelle-Galles du Sud                                                                   |                     |
| 1852                         | Gundagai                                    | Nouvelle-Galles du Sud                                                                   | 89[réf. nécessaire] |
| 1863 (décembre)              | Melbourne                                   | Victoria                                                                                 | 1                   |
| 1869                         | Ballarat                                    | Victoria                                                                                 | 2                   |
| 1891 (juillet)               | Melbourne                                   | Victoria                                                                                 | 1                   |
| 1893                         | Brisbane                                    | Queensland                                                                               | 11,                 |
| 1893                         | Maitland                                    | Nouvelle-Galles du Sud                                                                   | 9                   |
| 1900                         | Australie-Occidentale                       | Australie-Occidentale                                                                    |                     |
| 1909                         | Ouest du Victoria                           | Victoria                                                                                 | 4[réf. nécessaire]  |
| 1913                         | Maitland                                    | Nouvelle-Galles du Sud                                                                   |                     |
| 1916                         | Clermont                                    | Queensland                                                                               | 65[réf. nécessaire] |
| 1923                         | Adelaide                                    | Australie-Méridionale                                                                    | 3[réf. nécessaire]  |
| 1926                         | Australie du sud-ouest                      | Australie-Occidentale                                                                    |                     |
| 1927                         | Wollombi                                    | Nouvelle-Galles du Sud                                                                   |                     |
| 1929                         | Tasmanie                                    | Tasmanie                                                                                 | 22[réf. nécessaire] |
| 1930                         | Maitland                                    | Nouvelle-Galles du Sud                                                                   |                     |
| 1931                         | Maitland                                    | Nouvelle-Galles du Sud                                                                   |                     |
| 1934                         | Fleuve Yarra                                | Victoria                                                                                 | 35[réf. nécessaire] |
| 1947                         | Tasmanie                                    | Tasmanie                                                                                 |                     |
| 1949                         | Maitland                                    | Nouvelle-Galles du Sud                                                                   |                     |
| 1950                         | Maitland, Gippsland, ouest du Queensland    | Nouvelle-Galles du Sud, Victoria, Queensland                                             | 1                   |
| 1951                         | Maitland                                    | Nouvelle-Galles du Sud                                                                   |                     |
| 1952                         | Maitland                                    | Nouvelle-Galles du Sud                                                                   |                     |
| 1955                         | Maitland                                    | Nouvelle-Galles du Sud                                                                   | 14[réf. nécessaire] |
| 1955                         | Tous les États du sud                       | Australie-Occidentale, Australie-Méridionale, Victoria, Nouvelle-Galles du Sud, Tasmanie | 2[réf. nécessaire]  |
| 1956                         | Vallée du fleuve Murray                     | Nouvelle-Galles du Sud, Victoria, Australie-Méridionale                                  |                     |
| 1970 (décembre)              | Tous les États de l'est                     | Queensland, Nouvelle-Galles du Sud, Victoria, Tasmanie                                   | 16[réf. nécessaire] |
| 1971                         | Canberra                                    | Territoire de la capitale australienne                                                   | 7[réf. nécessaire]  |
| 1971                         | Maitland                                    | Nouvelle-Galles du Sud                                                                   |                     |
| 1974                         | Brisbane                                    | Queensland                                                                               | 16[réf. nécessaire] |
| 1986                         | Sydney                                      | Nouvelle-Galles du Sud                                                                   | 6[réf. nécessaire]  |
| 1990                         | Côte est                                    | Nouvelle-Galles du Sud                                                                   | 7[réf. nécessaire]  |
| 1996                         | Queensland et Nouvelle-Galles du Sud        | Nouvelle-Galles du Sud, Queensland                                                       | 4[réf. nécessaire]  |
| 1998                         | Katherine Townsville                        | Territoire du Nord, Queensland                                                           | 3                   |
| 2007 (juin)                  | Vallée de l'Hunter/Maitland                 | Nouvelle-Galles du Sud                                                                   | 10[réf. nécessaire] |
| 2007 (juin)                  | Gippsland                                   | Victoria                                                                                 |                     |
| 2008 (février)               | Mackay                                      | Queensland                                                                               |                     |
| 2010 (septembre)             | Victoria                                    | Victoria                                                                                 |                     |
| 2010 (mars)                  | Queensland                                  | Queensland                                                                               |                     |
| 2010 (décembre)              | Gascoyne                                    | Australie-Occidentale                                                                    |                     |
| 2010-2011 (décembre-janvier) | Queensland                                  | Queensland                                                                               | 35                  |
| 2011 (janvier)               | Victoria                                    | Victoria                                                                                 | 2,                  |
| 2011 (août)                  | Gippsland                                   | Victoria                                                                                 | 1                   |
| 2012 (février-mars)          | Est de l'Australie                          | Nouvelle-Galles du Sud, Victoria, Queensland                                             | 2,                  |
| 2012                         | Gippsland et Koowerup                       | Victoria                                                                                 | 0                   |
| 2013                         | Est de l'Australie                          | Queensland, Nouvelle-Galles du Sud                                                       | 6                   |
| 2015                         | Vallée de l'Hunter, centre côtier et Sydney | Nouvelle-Galles du Sud                                                                   | 8                   |
| 2015                         | Inondations éclair du sud-est du Queensland | Queensland                                                                               | 5                   |
| 2019                         | Queensland                                  | Queensland                                                                               | ?                   |

## Compléments

### Lectures approfondies
- (en) L. B. Devin et D. L. Purcell, Flooding in Australia, Canberra, Australian Government Publishing Service, 1983 (ISBN 0-644-02627-8)